# Anna Swenn-Larsson
Anna Swenn-Larsson (Mora, 18 juni 1991) is een Zweeds alpineskiester. 

## Carrière
Swenn-Larsson maakte haar wereldbekerdebuut tijdens de slalom in december 2010 in Courchevel. Ze eindigde 1 keer op het podium van een wereldbekerwedstrijd: op 8 maart 2014 eindigde ze 3e op de slalom in Åre. In 2014 nam Swenn-Larsson deel aan de Olympische Winterspelen in Sotsji. Ze eindigde 11e op de Olympische slalom. 
In Beaver Creek nam Swenn-Larsson deel aan de wereldkampioenschappen alpineskiën 2015. Op dit toernooi eindigde ze als 22e op de slalom. Samen met Maria Pietilä-Holmner, Mattias Hargin en André Myhrer behaalde Swenn-Larsson de bronzen plak in de landenwedstrijd. 

## Resultaten

### Olympische Spelen
| Jaar | Plaats      | Resultaten                   |
| ---- | ----------- | ---------------------------- |
| 2014 | Sotsji      | 11e Slalom                   |
| 2018 | Pyeongchang | 5e Slalom 5e Landenwedstrijd |
| 2022 | Peking      | 9e Slalom                    |

### Wereldkampioenschappen
| Jaar | Plaats             | Resultaten                   |
| ---- | ------------------ | ---------------------------- |
| 2013 | Schladming         | 23e Slalom                   |
| 2015 | Beaver Creek       | 22e Slalom · Landenwedstrijd |
| 2017 | Sankt Moritz       | 16e Slalom                   |
| 2019 | Åre                | Slalom · 5e Landenwedstrijd  |
| 2023 | Courchevel-Méribel | DNF2 Slalom                  |
| 2025 | Saalbach           | DNF1 Slalom                  |

### Wereldbeker
Eindklasseringen
| Seizoen   | Algm | SL  | PAR |
| --------- | ---- | --- | --- |
| 2010/2011 | 122e | 58e |     |
| 2011/2012 | 55e  | 21e |     |
| 2012/2013 | 53e  | 20e |     |
| 2013/2014 | 39e  | 9e  |     |
| 2014/2015 | 53e  | 20e |     |
| 2015/2016 | 60e  | 19e |     |
| 2016/2017 | 94e  | 35e |     |
| 2017/2018 | 30e  | 9e  | -   |
| 2018/2019 | 11e  | 4e  | -   |
| 2019/2020 | 18e  | 5e  | 4e  |
|           |      |     |     |
| 2021/2022 | 41e  | 10e |     |
| 2022/2023 | 18e  | 5e  |     |
| 2023/2024 | 21e  | 5e  |     |
| 2024/2025 | 23e  | 7e  |     |

Wereldbekerzeges
| Datum      | Plaats     | Onderdeel |
| ---------- | ---------- | --------- |
| 27/11/2022 | Killington | Slalom    |
| 11/02/2024 | Soldeu     | Slalom    |